# VT Lendelede
VT Lendelede, ook gekend onder de sponsornaam VT MERLO Lendelede, is een Belgische volleybalclub uit de gemeente Lendelede. 

## Geschiedenis
De club werd opgericht in 1979.
Van 2008 tot 2016 was de hoofdsponsor Optima Bank, met blauw en wit als clubkleuren. Na het faillissement van deze sponsor in juni 2016 overleefde VT Lendelede een seizoen en kon het vervolgens communicatie-adviesbureau Black and White Company uit Kuurne aantrekken als nieuwe sponsor. De clubkleuren veranderden in de zomer van 2017 in zwart en wit en het damesteam maakte het daaropvolgende seizoen haar debuut in de Liga A.
In januari 2020 kondigde het bestuur aan met bij het einde van het seizoen 2019/20 alle Liga-teams te zullen stopzetten. Het herenteam was op dat ogenblik actief in Liga B en de dames in Liga A. Wel werd de werking van de jeugdteams en ploegen in de provinciale reeksen verder gezet. Als motivatie werd een gebrek aan sponsors en vrijwilligers gegeven. Ook werd de komst van Dragan Radovic als coach van het provinciale herenteam aangekondigd.
In 2023 volgde berichtgeving dat de club financieel opnieuw gezond was en nieuwe sportieve ambities koesterde, alsook dat een nieuwe hoofdsponsor was gevonden: landbouwwerktuigproducent Merlo.

## Bekende (ex-)spelers
- Ward Coucke
- Virginie De Carne
- Yves Kruyner
- Yana De Leeuw
- Paulien Neyt
- Elien Ruysschaert
- Julie Smeets
- Felice Vanassche
- Jutta Van de Vyver
- Margo Voets
- Joppe Paulides